# Chacina da Candelária
A chacina da Candelária, como ficou conhecido o episódio, foi uma chacina que ocorreu na noite de 23 de julho de 1993, em frente à Igreja da Candelária, localizada no centro da cidade do Rio de Janeiro. Nesse crime, oito jovens foram assassinados. O caso foi listado pelo portal Brasil Online (BOL, 2015) e pela Superinteressante (2015) ao lado de outros crimes que "chocaram" o Brasil.

## História

### Chacina
Na noite de 23 de julho de 1993, pouco antes da meia-noite, um Táxi e um Chevette com placas cobertas pararam em frente à Igreja da Candelária. Em seguida, os ocupantes atiraram contra dezenas de pessoas, a maioria adolescentes, que estavam dormindo nas proximidades da Igreja.
Posteriormente, nas investigações, descobriu-se que os autores dos disparos eram milicianos, que usavam a praça em torno da igreja como ponto de venda de drogas. Como resultado, seis menores e dois maiores morreram e várias crianças e adolescentes ficaram feridos. Segundo estudos realizados por associações ligadas à organização Anistia Internacional, quarenta e quatro das setenta pessoas que dormiam nas ruas daquela região perderam a vida de forma violenta. A maioria das vítimas eram pobres e negras.

### Vítimas
Os nomes dos oito mortos no episódio encontram-se inscritos em uma cruz de madeira, erguida no jardim de frente da Igreja:
- Paulo Roberto de Oliveira, 11 anos
- Anderson de Oliveira Pereira, 13 anos
- Marcelo Cândido de Jesus, 14 anos
- Valdevino Miguel de Almeida, 14 anos
- "Gambazinho", 17 anos
- Leandro Santos da Conceição, 17 anos
- Paulo José da Silva, 18 anos
- Marcos Antônio Alves da Silva, 19 anos

## Investigação e condenados
A investigação do ato levou até Wagner dos Santos, um dos adolescentes que sobreviveu apesar de ter sido atingido por quatro tiros. Santos sofreria um segundo atentado em 12 de setembro de 1994 na Estação Central do Brasil e a partir de então, o Ministério Público o colocou no Programa de Proteção a Vítimas e Testemunhas Ameaçadas. Seu testemunho foi fundamental no reconhecimento dos envolvidos. Wagner deixou o país com a ajuda do governo federal e sofre de sérios problemas de saúde.
No decorrer do processo, foram indiciadas sete pessoas no total: o ex-policial militar Marcus Vinícius Emmanuel Borges, os Policiais Militares Cláudio dos Santos e Marcelo Cortes, o serralheiro Jurandir Gomes França, Nelson Oliveira dos Santos, Marco Aurélio Dias de Alcântara e Arlindo Afonso Lisboa Júnior.
- Cláudio, Marcelo e Jurandir foram inocentados no processo.
- Arlindo ainda não foi julgado pela chacina, tendo sido condenado a dois anos por ter em seu poder uma das armas do crime.
- Os outros três, que já foram condenados, permanecem em liberdade, beneficiadas por indulto ou em liberdade condicional:[7]
- Marcus Vinicius Emmanuel Borges, ex-policial militar – foi condenado a 309 anos de prisão em primeira instância. Recorreu da sentença e, num segundo julgamento, foi condenado a 89 anos. Insatisfeito com o resultado, o Ministério Público pediu um novo julgamento e, em fevereiro de 2003, Emmanuel foi condenado a 300 anos, mas permanece em liberdade;
- Nelson Oliveira dos Santos – foi condenado a 243 anos de prisão pelas mortes da chacina e a 18 anos por tentativa de assassinato de Santos. Recorreu da sentença e foi absolvido em um segundo julgamento, mesmo após ter confessado o crime. O Ministério Público recorreu e, no ano de 2000, Nelson foi condenano a 27 anos de prisão pelas mortes e foi mantida a condenação por tentativa de assassinato, somando uma pena de 45 anos. Nelson Oliveira dos Santos também já está solto. Atualmente ele está em liberdade condicional por outros crimes, segundo o Tribunal de Justiça do Rio;[1]
- Marco Aurélio Dias de Alcântara – foi condenado a 204 anos de prisão e também foi liberado da prisão.[1]

## Memória e sobreviventes
Em 2023, 30 anos após o massacre, a maior parte dos sobreviventes já havia morrido ou estava desaparecida, com destaque para Sandro Barbosa do Nascimento, que praticou em 2000 o sequestro do ônibus 174 e logo em seguida foi morto pela polícia; e para Elizabeth Cristina de Oliveira Maia, conhecida na época como Beth Gorda e uma dos líderes do grupo dos jovens que moravam nas imediações da igreja da Candelária, que foi morta por traficantes em 2000, de acordo com a Polícia Civil do Rio de Janeiro.
Wagner dos Santos, que havia sido baleado no Aterro do Flamengo quatro horas antes de a chacina na Candelária acontecer, desempenhou o papel de testemunha-chave do caso ao reconhecer os acusados. Enquanto se recuperava do ataque no hospital do Corpo de Bombeiros, entretanto, Wagner sofreu um segundo atentado, dos quatro que ao todo enfrentou depois da chacina. Cristina Leonardo, na época assistente de direitos humanos, auxiliou Wagner e outros sobreviventes, e fez que com ele fosse incluído no Programa de Proteção a Vítimas e Testemunhas Ameaçadas.

### Monumento

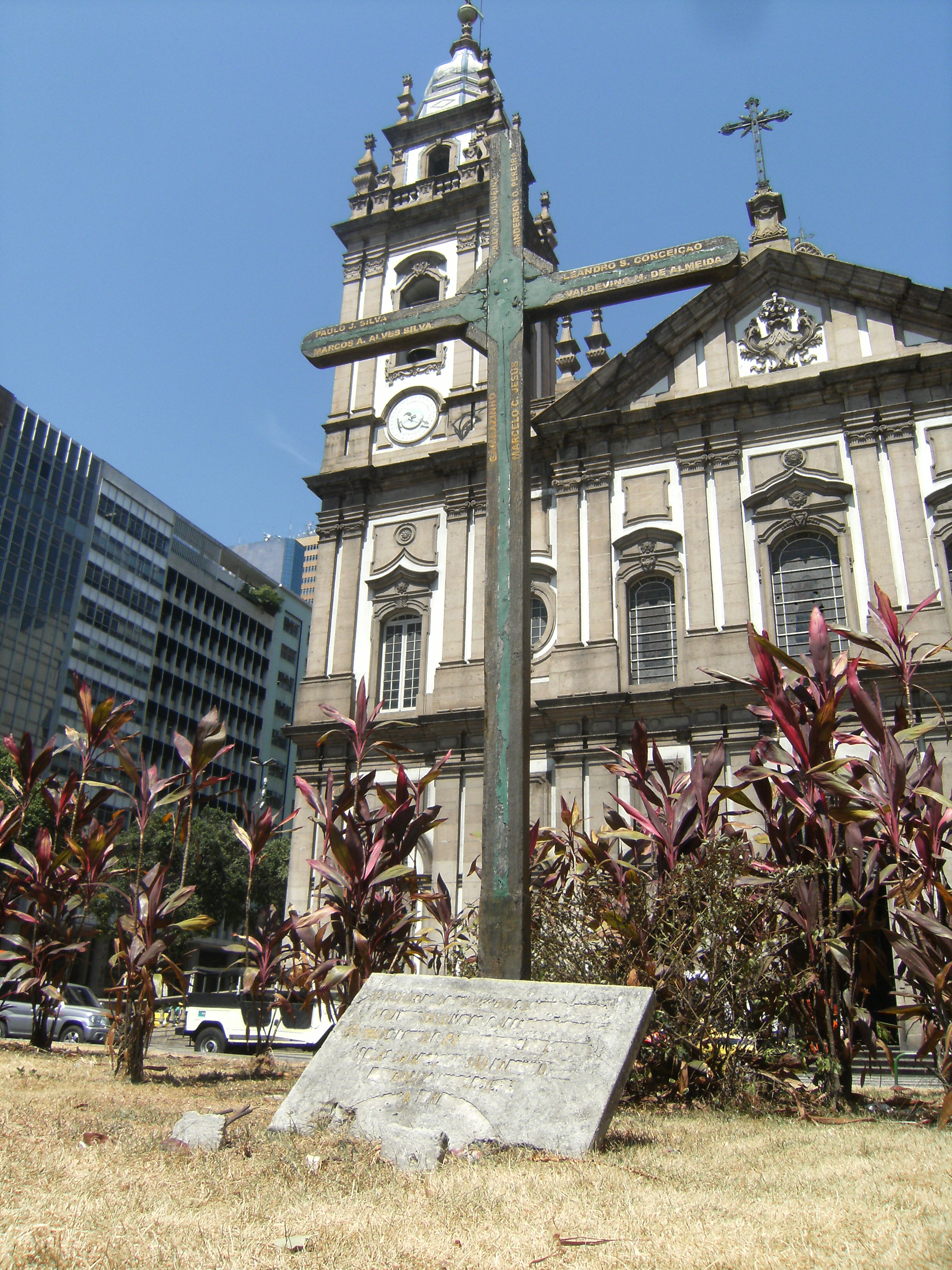
O monumento com a igreja no fundo

Há em frente à igreja um pequeno monumento que relembra a chacina. Ele é constituído por uma cruz de madeira, que tem inscrito os nomes dos jovens assassinados, e uma placa de concreto. Esta mesma sofreu aparentemente ações de vandalismo, pois está bastante danificada, desmembrada do seu suporte e com sua epígrafe ilegível.
Entretanto, para o aniversário de 30 anos do massacre, a Prefeitura do Rio de Janeiro reformou a cruz e revestiu a base com granito. O pedestal e a placa com informações foram igualmente melhorados.